# Le Roman d'une juive
Pour plus de détails, voir Fiche technique et Distribution.
Le Roman d'une juive (titre original : Romance of a Jewess) est un film muet américain réalisé par D. W. Griffith, sorti en 1908.

## Synopsis
Une jeune femme juive new yorkaise épouse l'homme qu'elle aime, un romancier sans le sou en dépit d'un riche prétendant et du désaccord de son père.

## Fiche technique
- Titre : Le Roman d'une juive
- Titre original : Romance of a Jewess
- Réalisation et scénario : D. W. Griffith
- Société de production et de distribution : American Mutoscope and Biograph Company[2]
- Photographie : G. W. Bitzer
- Pays :  États-Unis
- Format[3] : Noir et blanc - Muet - 1,33:1 ou 1,37:1[4] - 35 mm[4],[5]
- Longueur de pellicule : 964 pieds (294 mètres[5])
- Durée : 16 minutes (à 16 images par seconde)[3]
- Date de sortie : 23 octobre 1908

## Distribution
Les noms des personnages proviennent de l'Internet Movie Database.
- Florence Lawrence : Ruth Simonson
- George Gebhardt : Simon Bimberg
- Charles Inslee
- Guy Hedlund
- Mack Sennett : le client dans la librairie / le docteur
- Alfred Paget
- Gladys Egan : la fille
- John R. Cumpson : un client
- Arthur V. Johnson : la personne à la librairie / le marieur[6]
- Harry Solter : un client / Rubinstein[6]

## Autour du film
Les scènes du film ont été tournées les 15 et 25 septembre 1908 dans le studio de la Biograph à New York.
Des copies du film existent encore aujourd'hui.

### Source
- Jean-Loup Passek et Patrick Brion, D.W. Griffith : Le Cinéma, Paris, Cinéma/Pluriel - Centre Georges Pompidou, 1982, 216 p. (ISBN 2-86425-035-7)